# Dezydery Chłapowski
Dezydery Adam Chłapowski herbu Dryja (ur. 23 maja 1788 w Turwi, zm. 27 marca 1879 tamże) – polski generał, działacz gospodarczy, prekursor pracy organicznej, baron Cesarstwa Francuskiego, uczestnik powstania listopadowego (1830), powstania wielkopolskiego (1848) oraz wojen napoleońskich.

## Życiorys
Dezydery Chłapowski był synem starosty kościańskiego Józefa Chłapowskiego i Urszuli z domu Moszczeńskiej, wojewodzianki inowrocławskiej. Jako guwernera miał francuskiego emigranta księdza Steinhoffa. Naukę rozpoczął w kolegium pijarów w Rydzynie, a następnie na francuskiej pensji w Berlinie. Gdy miał 14 lat ojciec umieścił go w pułku dragonów pruskich generała Bruesewitza, stacjonującego w Wielkopolsce. Jednocześnie uczył się w instytucie oficerów inspekcji berlińskiej, które ukończył w 1805, uzyskując promocję na porucznika. Postarał się o zwolnienie z udziału w wojnie z Francją w 1806.

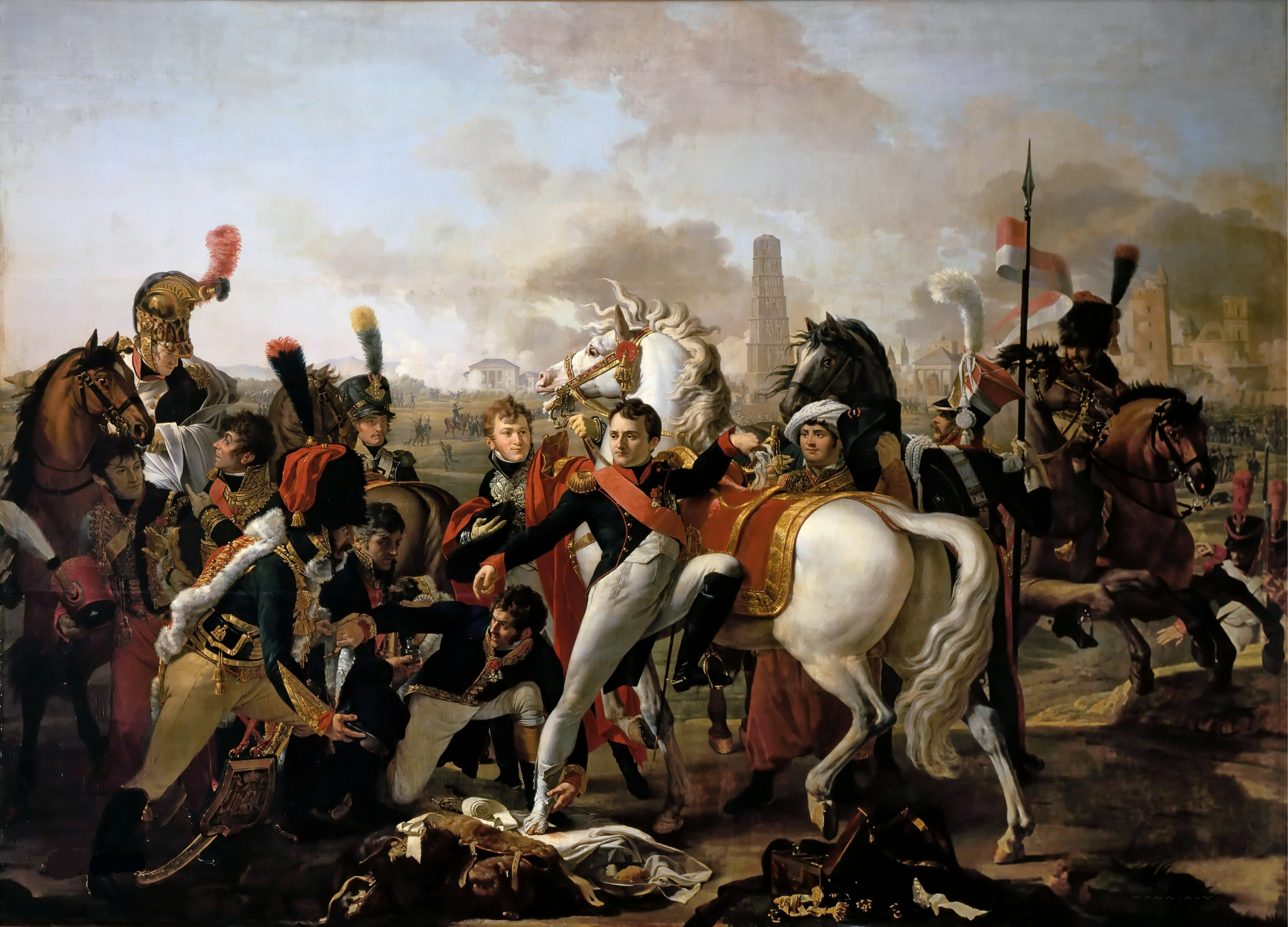
Napoleon ranny pod Ratyzboną, malował Pierre Gautherot. Chłapowski, w mundurze szwoleżera, widoczny po prawej stronie, trzyma chorągiew

Po zajęciu Berlina przez Francuzów wyjechał do Poznania, gdzie wstąpił do stuosobowej gwardii honorowej cesarza Napoleona utworzonej przez okoliczną szlachtę po powstaniu wielkopolskim w 1806 pod dowództwem Umińskiego. Zyskał sobie względy u Napoleona, który mianował go porucznikiem. Podczas kampanii w 1807 walczył w kompanii woltyżerów w 9 pułku piechoty dowodzonym przez generała ks. Antoniego Pawła Sułkowskiego sformowanym w Gnieźnie. Odznaczony po bitwie pod Tczewem jako dowódca półkompanii, krzyżem Virtuti Militari i Legią Honorową. Podczas oblężenia Gdańska trafił do niewoli pruskiej.

Chłapowski, herb baronowski z nadania we Francji

Po pokoju w Tylży i powrocie z Rygi, gdzie był internowany, awansowano go na kapitana i przydzielono jako adiutanta generała Jana Henryka Dąbrowskiego. W lutym 1808 został wezwany do Paryża, gdzie został oficerem ordynansowym Napoleona. Podczas tego pobytu ukończył studia wojskowe w paryskiej szkole politechnicznej. Egzaminy końcowe zdawał przed generałem Bertrandem. U boku Napoleona przeszedł kampanie: hiszpańską i austriacką. Za udział w bitwie pod Ratyzboną nadano mu tytuł barona cesarstwa. W styczniu 1811 został mianowany szefem szwadronu polskiego 1 Pułku Szwoleżerów-Lansjerów Gwardii Cesarskiej. Z nim odbył kampanię moskiewską (1812) i saską (1813). W trakcie tej ostatniej w Dreźnie, poprosił o dymisję, którą uzyskał 19 czerwca. Decyzja była spowodowana rozgoryczeniem Chłapowskiego wobec postawy Napoleona względem Polski (planów oddania Księstwa Warszawskiego carowi w zamian za pokój) oraz trudami przebytych kampanii. Wśród weteranów napoleońskich przysporzyła mu jednak złej sławy i oskarżeń o dezercję. Jako pułkownik w stanie spoczynku wyjechał do Paryża. Po abdykacji Napoleona udał się do Wielkiej Brytanii. W czasie „stu dni Napoleona” przez Paryż powrócił do Wielkopolski (1815).

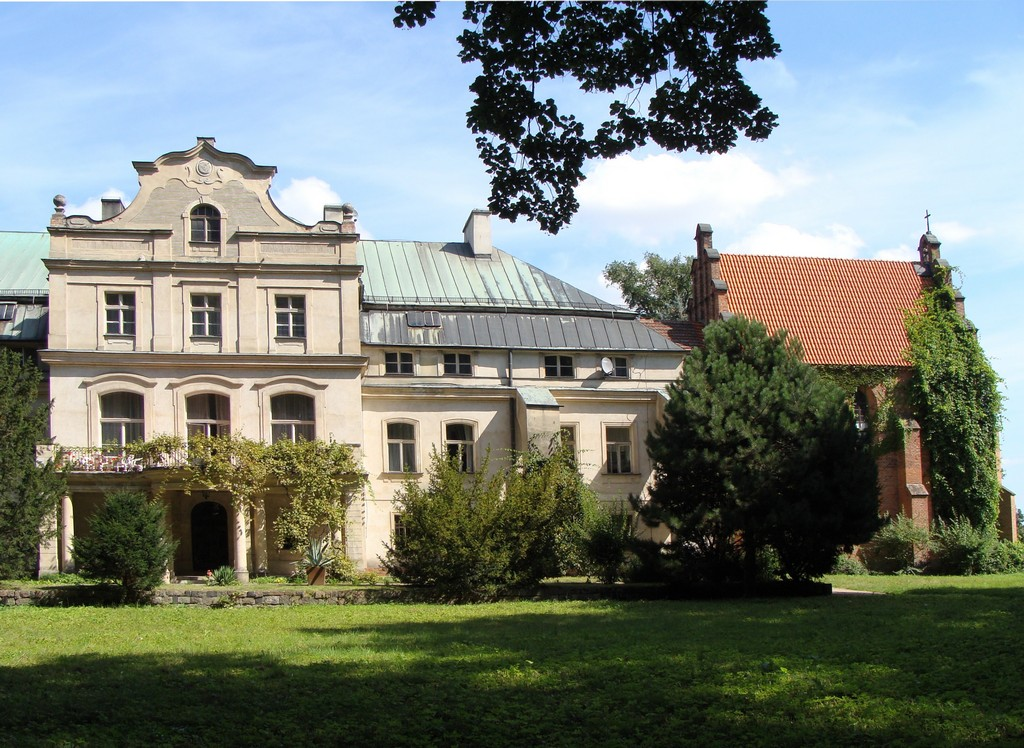
Pałac w Turwi rodziny Chłapowskich

Osiadł w rodzinnej Turwi, którą wraz z Rąbiniem odkupił od zadłużonego ojca utracjusza i następnie uporządkował majątek i rozpoczął wprowadzanie nowoczesnej gospodarki. Aby pogłębić swoją wiedzę, ponownie udał się w podróż do Anglii (1818–1819), gdzie praktykował, pracując fizycznie w gospodarstwie. Po powrocie wprowadził rozwiązania podpatrzone w Anglii. Dzięki temu w ciągu 15 lat spłacił długi, a majątek w Turwi stał się w krótkim czasie jednym z najlepszych gospodarstw w Wielkim Księstwie Poznańskim. Chłapowski wprowadził płodozmian zamiast trójpolówki, używał żelaznego pługa i siał wzbogacającą glebę koniczynę. Sprawiło to, że Chłapowski był jednym z zaproszonych na konferencję w Berlinie, gdzie opracowano plan uwłaszczenia chłopów w Wielkim Księstwie. Sam ze swojej strony przeznaczył część swoich gruntów do parcelacji między chłopów.
29 września 1821 w Popowie Kościelnym Dezydery Chłapowski ożenił się z Antoniną z Grudzińskich h. Grzymała, siostrą księżny łowickiej, Joanny Grudzińskiej, żony wielkiego księcia Konstantego Romanowa. Miał pięcioro dzieci; Stanisława, Tadeusza, Zofię, Kazimierza i Józefę .
Był deputowanym ze stanu rycerskiego z powiatu kościańskiego na sejm prowincjonalny Wielkiego Księstwa Poznańskiego w 1827 i w 1830. Był współzałożycielem i działaczem Ziemstwa Kredytowego oraz Towarzystwa ubezpieczeń od ognia.
W chwili wybuchu powstania listopadowego przywdział ponownie mundur i przekroczył granicę, zgłaszając się do polskiego wojska powstańczego. Opracował śmiały i interesujący plan ofensywny działań, obejmujący m.in. zdobycie Brześcia nad Bugiem, lecz nie został on zaaprobowany przez dyktatora powstania Józefa Chłopickiego, preferującego defensywną taktykę. Dopiero po odsunięciu Chłopickiego Chłapowski otrzymał dowództwo brygady. Wziął udział w bitwie pod Grochowem, w której sam stanął na czele szarży kawalerii powstrzymującej rosyjską piechotę po wycofaniu polskiej piechoty. Następnie pod komendą nieudolnego generała Antoniego Giełguda wziął udział w wyprawie na Litwę, podczas której został awansowany do stopnia generała brygady. Mimo szeregu drobnych zwycięstw, niezdecydowanie Giełguda co do ofensywnych planów Chłapowskiego szybkiego ataku na Wilno przed nadejściem większych sił rosyjskich doprowadziło do klęski wyprawy na Litwę. Decyzją Rady Narodowej Chłapowski został w końcu awansowany do stopnia generała dywizji i powierzono mu naczelne dowództwo na Litwie, lecz nie dotarła ona na czas (Chłapowski dowiedział się o niej dopiero w Prusach). Oddział został zmuszony do przekroczenia granicy prusko-rosyjskiej, gdzie Chłapowski jako poddany pruski został skazany na rok więzienia. Uniknął konfiskaty majątku, zamienionej na wysoką grzywnę. Karę odbył w twierdzy w Szczecinie, gdzie napisał podręcznik O rolnictwie.
Po wyjściu na wolność powrócił do Turwi. Związał się wówczas politycznie ze swoim byłym podkomendnym Karolem Marcinkowskim. W latach 1838–1845 współpracował z „Przewodnikiem Rolniczo-Przemysłowym”, do którego pisał artykuły o tematyce rolniczej. Miał zamiar założyć Akademię Rolniczą, do czego krokiem było kształcenie licznych praktykantów w majątku turewskim. Byli wśród nich późniejsi działacze tacy, jak Maksymilian Jackowski. Był również współzałożycielem i wydawcą „Przeglądu Poznańskiego” i „Szkółki Niedzielnej”. Całokształtem swojej działalności kładł podstawy pracy organicznej, tym samym opierając się germanizacji. Wspierał przedsięwzięcia jak Bazar Poznański i Towarzystwo Pomocy Naukowej oraz towarzystwa kredytowe.
Był posłem do sejmu krajowego oraz członkiem korespondentem Galicyjskiego Towarzystwa Gospodarskiego (1846–1879).
Jako zdeklarowany katolik w 1847 był jednym z kandydatów konserwatywnych kantonów katolickich na głównego wodza wojsk Sonderbundu w przewidywanej szwajcarskiej wojnie domowej.
Podczas powstania wielkopolskiego w 1848 organizował w swoim powiecie oddziały powstańcze . Po upadku Wiosny Ludów, na terenie Wielkopolski, został członkiem izby wyższej pruskiego parlamentu, Izby Panów.
Pomimo swojej surowości i katolickich poglądów, które zniechęcały do niego niektórych liberałów, jego dokonania sprawiły, że był osobą powszechnie poważaną, o dużym wpływie na społeczność Wielkopolski.
Dezydery Chłapowski był także promotorem zadrzewień śródpolnych w Polsce, które przyczyniły się do sukcesu gospodarczego jego majątku i do dziś sprzyjają rolnictwu na tym obszarze .
Zmarł 27 marca 1879, pochowany został w Rąbiniu obok miejscowego kościoła. W 1899 jego syn Kazimierz wydał pamiętniki ojca. Jego krewnymi byli Tadeusz i Alfred Chłapowscy.

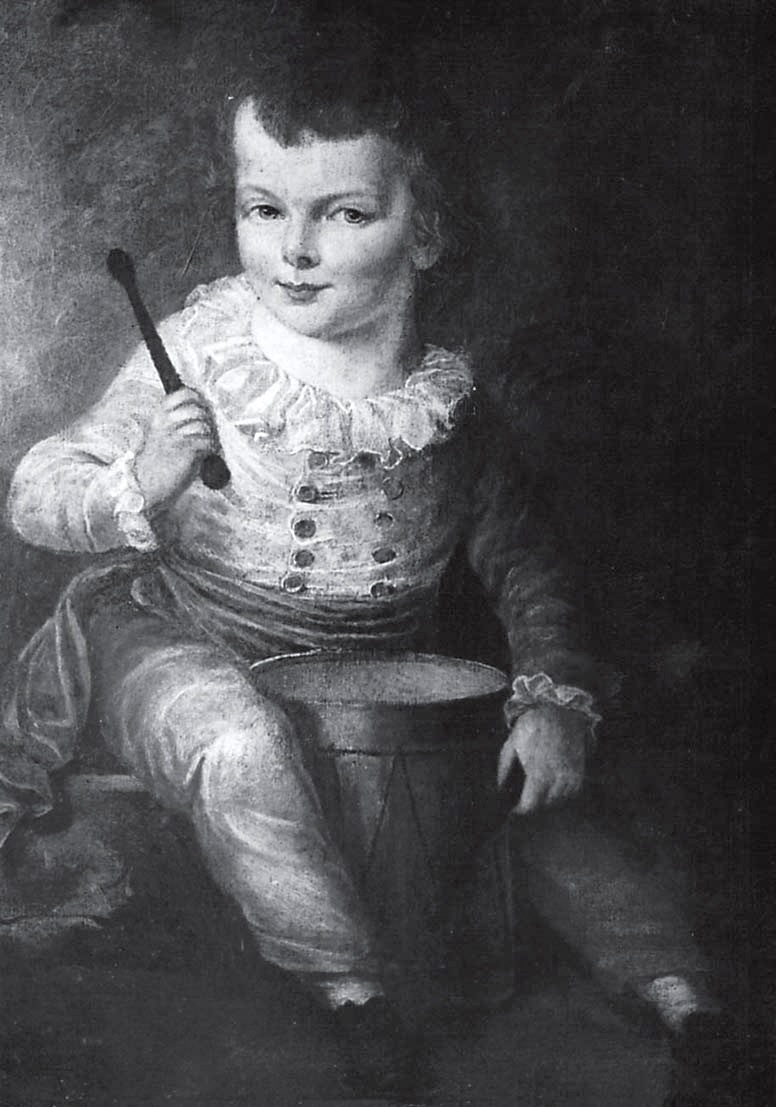
Chłapowski w latach dziecięcych
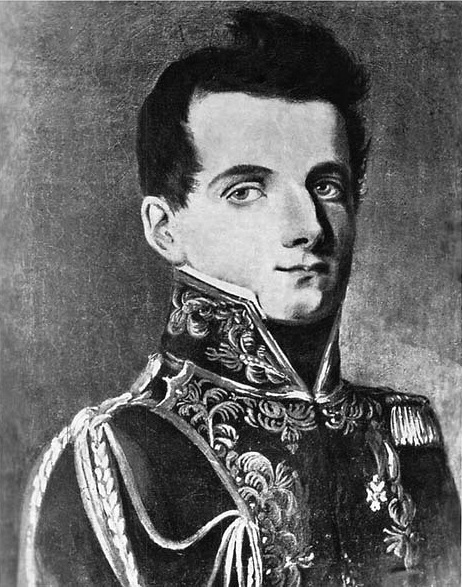
Dezydery Chłapowski jako oficer sztabowy Napoleona
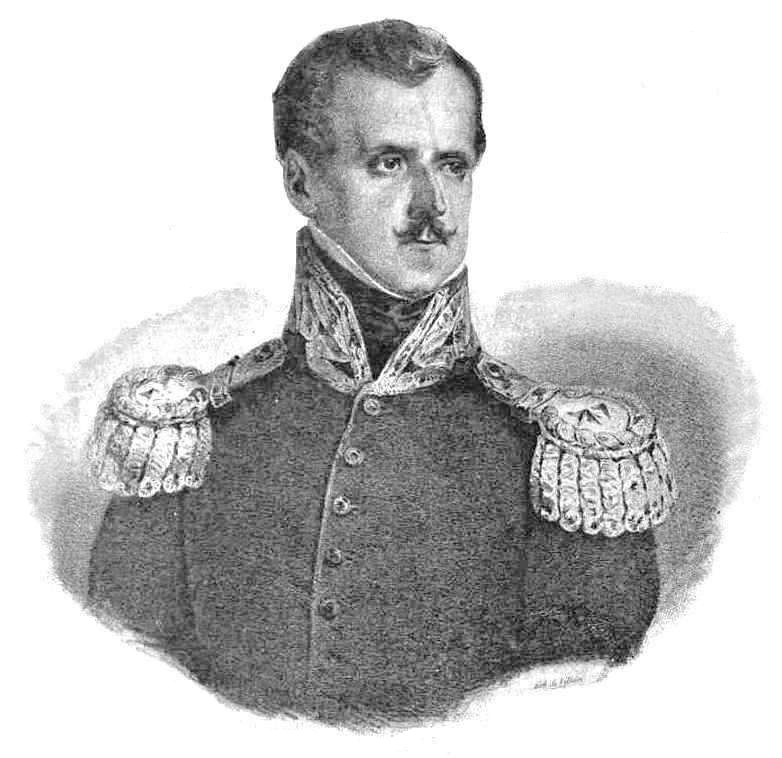
Portret Dezyderego z Albumu biograficznego zasłużonych Polaków
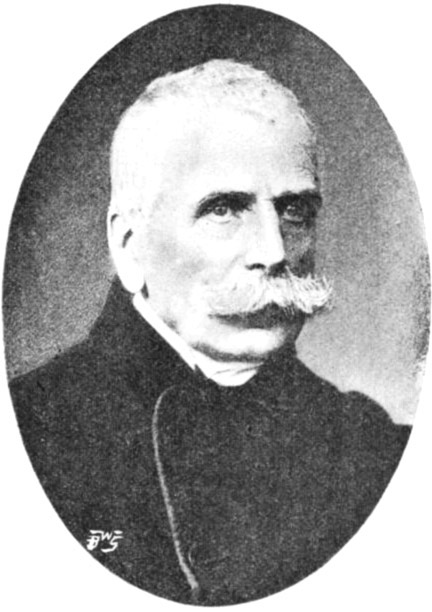
Zdjęcie przedstawiające Chłapowskiego w podeszłym wieku
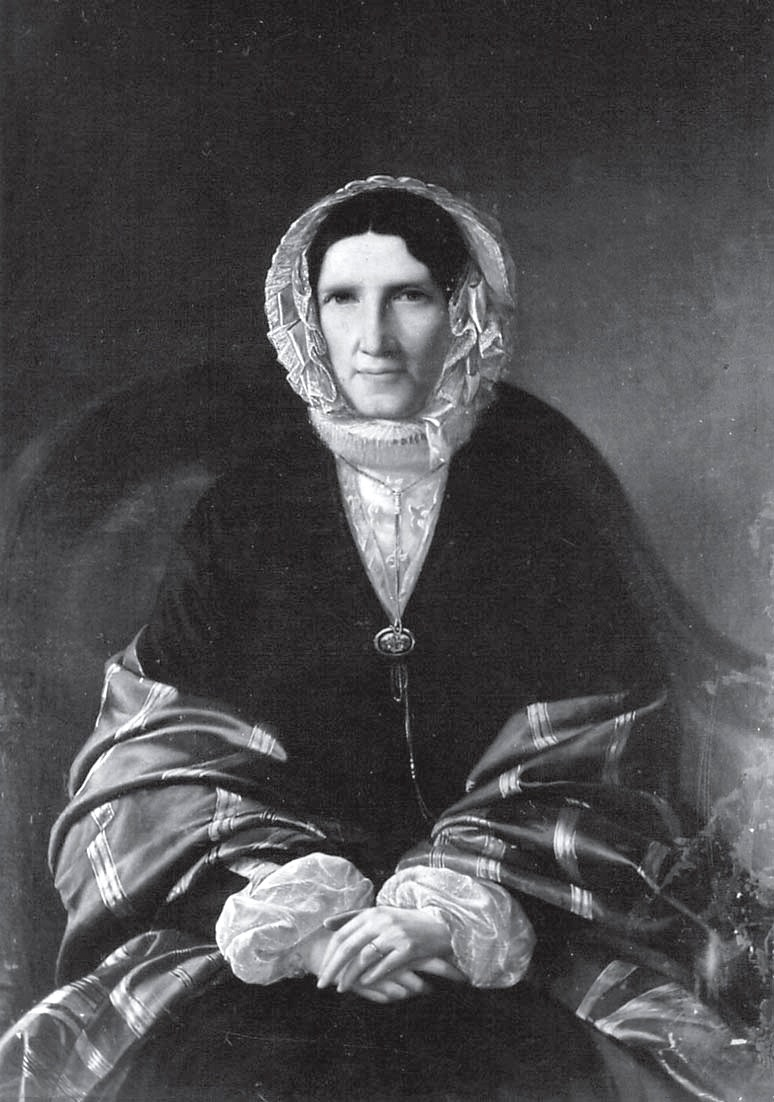
Żona Dezyderego, Antonina z Grudzińskich

## Publikacje
- Dezydery Chłapowski, O rolnictwie, Walenty Stefański (druk), Poznań: Księgarnia J.K. Żupańskiego, 1852, s. 164.
- Dezydery Chłapowski, Pamiętniki. Wojny napoleońskie 1806–1813, t. I, Kazimierz Morawski (przedm.), Poznań: Drukarnia i Księgarnia św. Wojciecha, 1899, s. 164.
- Dezydery Chłapowski, Pamiętniki. Wojna roku 1830–1831, t. II, Kazimierz Morawski (przedm.), Poznań: Drukarnia i Księgarnia św. Wojciecha, 1899, s. 126.
- Dezydery Chłapowski, Szlakiem legionów: z pamiętników Dezyderego Chłapowskiego, t. I, Warszawa: Gebethner i Wolff, 1903, s. 178.
- Dezydery Chłapowski, Szlakiem legionów: z pamiętników Dezyderego Chłapowskiego; Wojna 1830–1831, t. II, Warszawa: Gebethner i Wolff, 1903, s. 129.
- Dezydery Chłapowski, Wojna w 1807 roku, Kraków: Centralne Biuro Wydawnictw N.K. N., 1916, s. 36.
- Dezydery Chłapowski, The Pamietniki of Dezydery Chlapowski, Tim Simmons (tłum.), Chicago: Emperor’s Press, 1992, s. 158, ISBN 0-9626655-3-3, ISBN 978-0-9626655-3-0.

## Upamiętnienie
- Generał Dezydery Chłapowski jest jednym z głównych bohaterów polskiego serialu (1979–1981) historycznego Najdłuższa wojna nowoczesnej Europy w reżyserii Jerzego Sztwiertni. W jego postać wcielił się Krzysztof Kolberger.
- Od 25 kwietnia 2014 gen. dyw. Dezydery Chłapowski jest patronem Ośrodka Szkolenia Poligonowego Wojsk Lądowych w Wędrzynie[16] .
- W celu zachowania spuścizny rolniczo-przyrodniczej w 1992 i ponownie w 2014 wokół posiadłości w Turwi utworzono Park Krajobrazowy imienia Dezyderego Chłapowskiego. Celem jest zachowanie systemu zadrzewień śródpolnych, o (…) dużych wartościach przyrodniczych, krajobrazowych, naukowo-dydaktycznych i kulturowych[17] .
- Na Bramie Królewskiej w Szczecinie została odsłonięta tablica poświęcona generałowi[11].

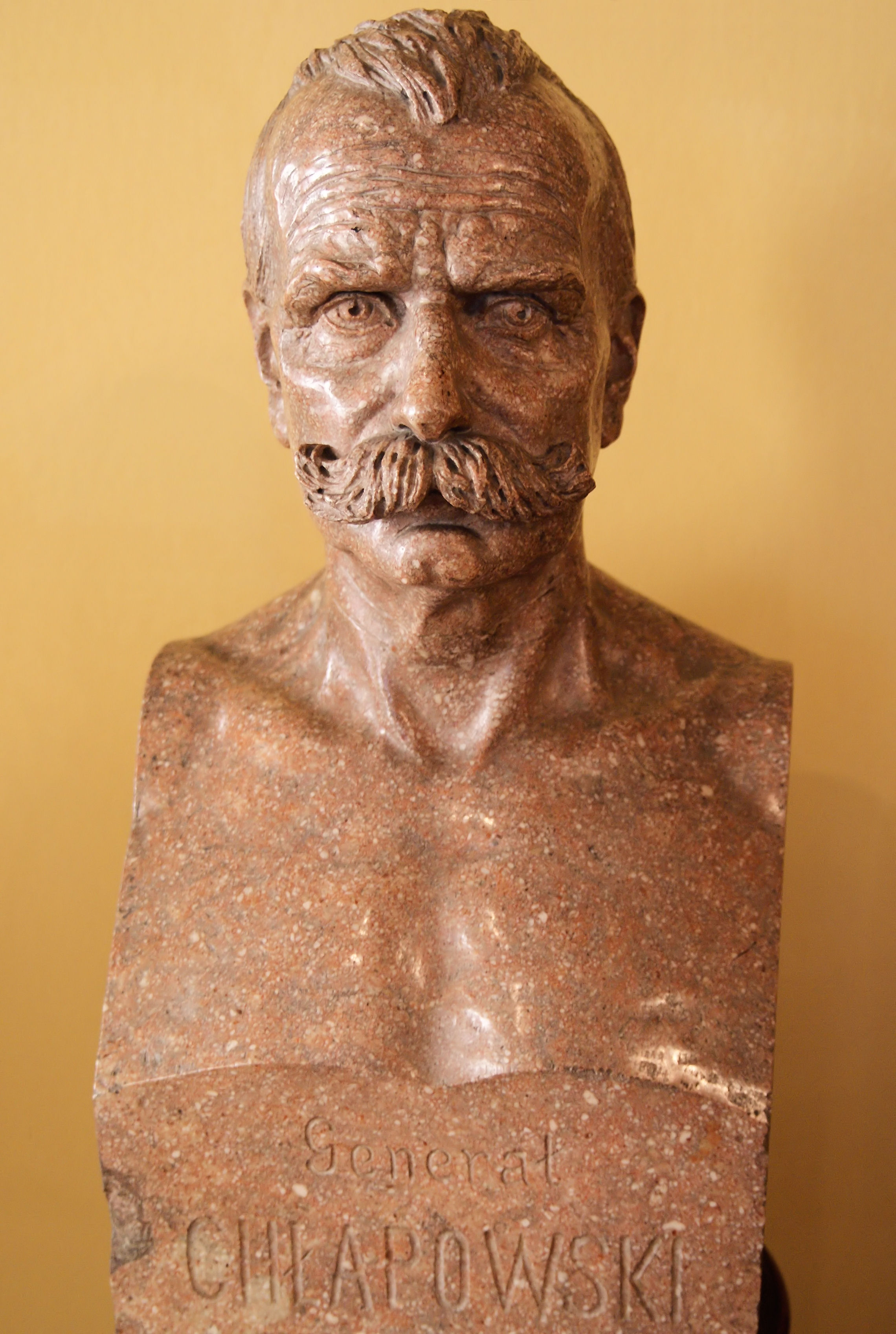
Popiersie generała w Muzeum Historii Miasta Poznania
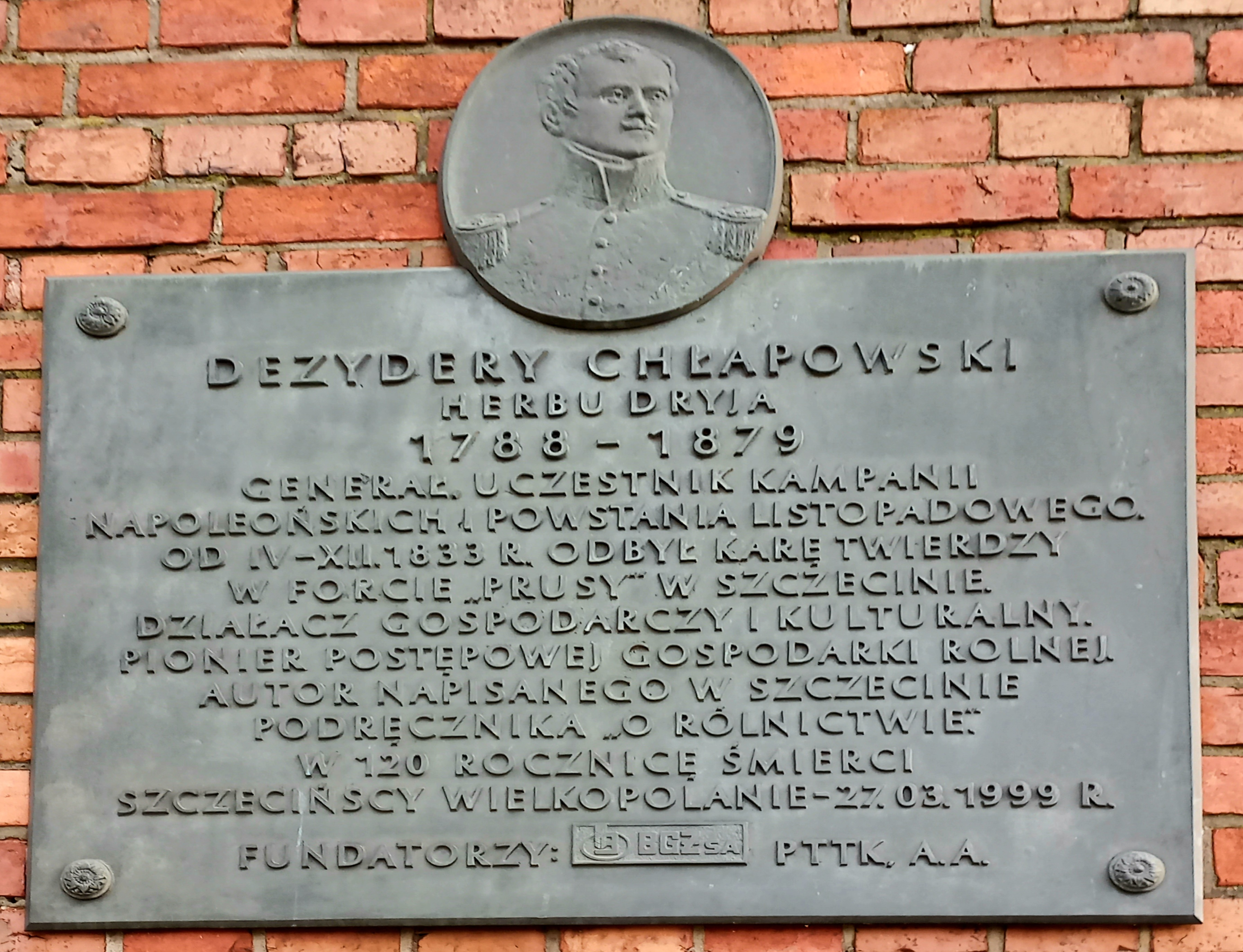
Tablica na Bramie Królewskiej w Szczecinie (2024)